# Mydaea nigribasicosta
Mydaea nigribasicosta este o specie de muște din genul Mydaea, familia Muscidae, descrisă de Xue și Feng în anul 1996. Conform Catalogue of Life specia Mydaea nigribasicosta nu are subspecii cunoscute.